# Peńskie
Peńskie – wieś w Polsce położona w województwie podlaskim, w powiecie monieckim, w gminie Krypno.
Według Powszechnego Spisu Ludności z 1921 roku kolonię zamieszkiwało 476 osób, wśród których 467 było wyznania rzymskokatolickiego, 2 prawosławnego i 7 mojżeszowego. Jednocześnie wszyscy mieszkańcy zadeklarowali polską przynależność narodową. Było tu 69 budynków mieszkalnych.
Wierni kościoła rzymskokatolickiego należą do parafii Narodzenia Najświętszej Maryi Panny w Krypnie.
W latach 1954-1959 wieś była siedzibą gromady Peńskie, po jej zniesieniu była w gromadzie Długołęka. W latach 1975–1998 miejscowość administracyjnie należała do województwa białostockiego.